# RHYMING CAFE
『RHYMING CAFE』（ライミング・カフェ）は、NOKKOの5枚目のアルバム。

## 概要
最後のオリコン・チャートトップ10入りアルバム。また10万枚以上売り上げた最後のアルバムであり、古巣ソニーから発表された最後のオリジナルアルバム。
アルバムタイトルはニューヨークにあったポエトリーリーディングを発表する同名の場所からインスピレーションを受けたんじゃないかとNOKKO本人が2024年のインタビューで明かしている。
レコーディングは埼玉県浦和市にあるNOKKOの実家2階に構えた『うさぎスタジオ』にて。スタジオ名のうさぎに関しては、うさぎを飼育しているとかではなく、NOKKOの生まれ年が卯年だということに由来する。
メインプロデューサーはNOKKO本人と実兄である山田貢司。曲によっては、ソロデビュー初期からの共演者である屋敷豪太やC-n-Aも参加している。
ミキシングは旧来の友であり、後に夫となる保土田剛。（屋敷豪太プロデュース曲に関してはJohn Lee。）
パッケージに関しては、初回盤のみ限定のカラーケース仕様（ジャケットの写真がほぼ見えないほど濃い茶系紫のもの）であったが、この頃既にセールス的に厳しい状況であったせいか、通常盤が出回った形跡は無い。
NOKKO本人曰く「世界のいろいろな都市を旅したあと、私は実家に戻り原点に立ち返り決して大きな渦に巻き込まれることなくこじんまりとした個人的な音楽制作・活動をつづけて行こうと思い、地元の誇り高きアマチュアと個人事務所をはじめ、実家のあった地元の風景をアコースティックなサウンドに見立てたアルバムを作った」。

## 収録曲
| #         | タイトル                            | 作詞                      | 作曲                               | 編曲                         | 時間  |
| --------- | ----------------------------------- | ------------------------- | ---------------------------------- | ---------------------------- | ----- |
| 1.        | 「ベルベット」                      | NOKKO                     | NOKKO・山田貢司                    | 石原眞・藤原マヒト           | 4:02  |
| 2.        | 「GO GO HAPPY DAY」                 | 路木麻子                  | 山田貢司                           | NOKKO・石原眞                | 5:35  |
| 3.        | 「あくびとUFO」                     | NOKKO                     | NOKKO                              | GOTA                         | 4:21  |
| 4.        | 「透明なタンバリン」                | 路木麻子                  | NOKKO                              | 藤原マヒト・山田貢司・石原眞 | 5:05  |
| 5.        | 「DNA」                             | NOKKO                     | NOKKO                              | C-n-A                        | 5:55  |
| 6.        | 「キリン」                          | NOKKO                     | GOTA                               | GOTA                         | 3:57  |
| 7.        | 「Jump a little higher」            | NOKKO                     | NOKKO                              | 山田貢司                     | 5:10  |
| 8.        | 「天使のラブソング」(Album Version) | NOKKO                     | 岩崎工・NOKKO・ Goh Hotoda・岸利至 | 山田貢司・石原眞             | 3:22  |
| 9.        | 「ミラクル」                        | NOKKO・路木麻子           | NOKKO                              | 山田貢司・石原眞             | 3:07  |
| 10.       | 「EVERYTHING BUT BLUE」             | ERIC MARTIN・ANDRE PESSIS | NOKKO                              | GOTA                         | 4:09  |
| 11.       | 「Natural」(Bonus Track)            | NOKKO・路木麻子           | 梅林茂・NOKKO                      | 梅林茂                       | 3:57  |
| 合計時間: | 合計時間:                           | 合計時間:                 | 合計時間:                          | 合計時間:                    | 48:40 |